# No Fate
No Fate (Žádný osud) je píseň německé skupiny Scooter z alba Rough And Tough And Dangerous z roku 1998, která je variací stejnojmenných skladeb z roku 1992 hudebníka Zyon a z roku 1997 projektu Limited Growth. Jako singl vyšla píseň již v roce 1997. Videoklip je černobílý. Po vydání singlu si Scooter dávají kreativní přestávku.

## Seznam skladeb
1. No Fate (Single Mix) - (3:38)
2. No Fate (Full Length) - (6:24)
3. No Fate (R.O.O.S. Mix 1) - (7:44)
4. No Fate (R.O.O.S. Mix 2) - (7:44)
5. No Fate (Trance Mix) - (7:04)

## Umístění ve světě
| Hitparáda | Umístění |
| --------- | -------- |
| Rakousko  | 36       |
| Finsko    | 2        |
| Švédsko   | 35       |